# Palacio de la Isla (Cáceres)
El Palacio de la Isla es un edificio medieval de estilo renacentista situado en el conjunto monumental de la ciudad española de Cáceres. Recibe su nombre actual debido a que durante el siglo XVIII sus propietarios ostentaron el título nobiliario de marqueses de la Isla.
Se construyó en el siglo XVI a expensas de una rama de la familia Blázquez-Mayoralgo que se había instalado por aquellos tiempos en Cáceres y que no era reconocida por la rama de la familia que llevaba en la ciudad desde tiempos de la Reconquista. Esta disputa familiar explica las dos inscripciones en latín que se pueden leer en su fachada por un lado «Moderata durant. Nobilitat animus non acta parentum» (Las cosas moderadas duran. Ennoblece el ánimo, no los hechos de los parientes) y en uno de los escudos de situado en uno de sus patios interiores por otro: «Vanitas vanitatum et omnia vanitas» (Vanidad de vanidades y todo es vanidad).
El palacio es propiedad del Ayuntamiento de Cáceres y se utiliza como centro cultural y para la realización de diversos actos y exposiciones. Durante la segunda mitad del siglo XX fue sede del Archivo Histórico Provincial de Cáceres, que acabó trasladándose al Palacio de Toledo-Moctezuma. Además desde finales de 2005 fue designado como la sede para coordinar las acciones realizadas por el consistorio en relación con la candidatura de Cáceres como Capital Europea de la Cultura para el año 2016.